# Stanislav Barabáš

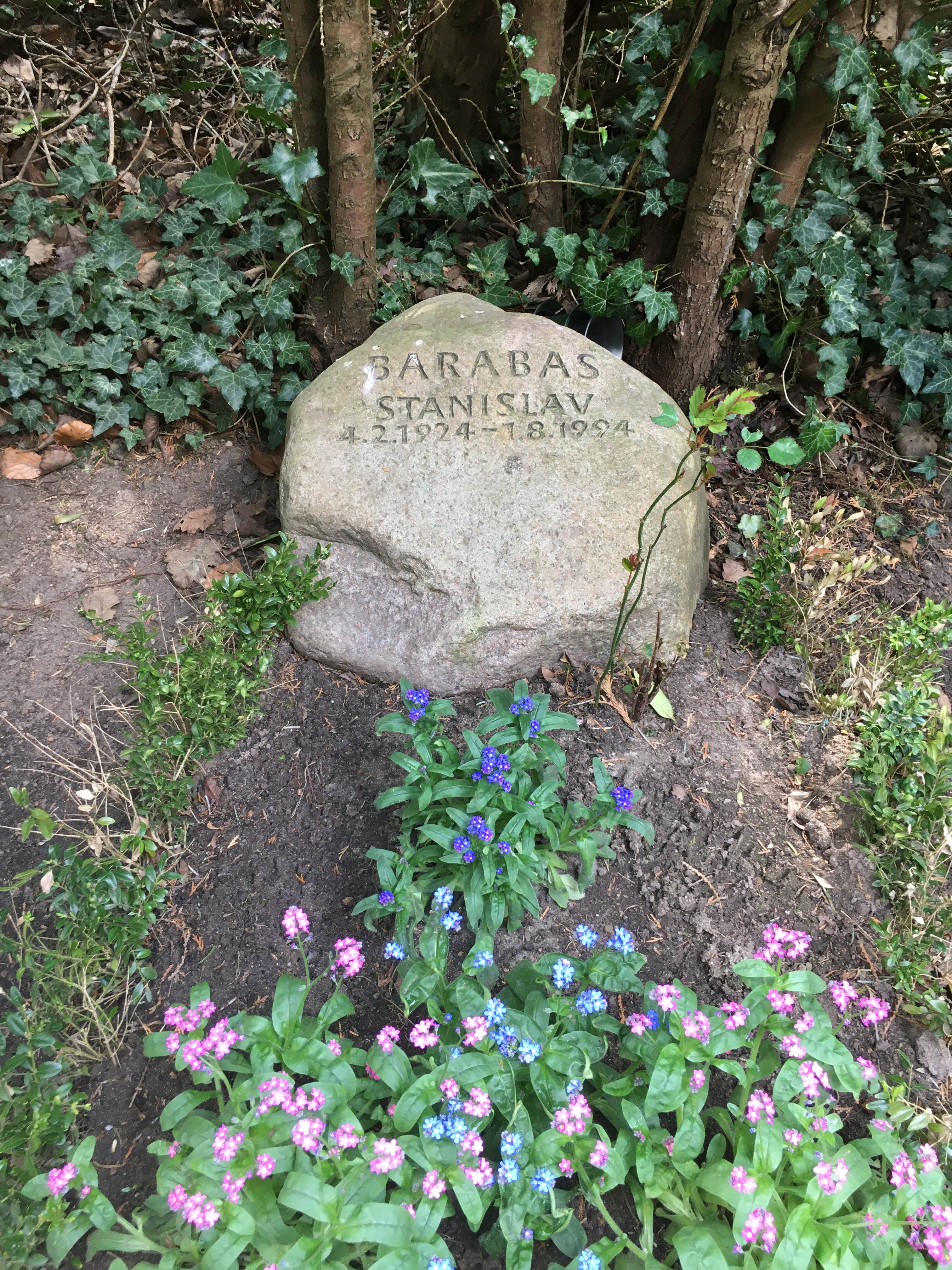
Grabstätte Stanislav Barabáš auf dem Friedhof Ohlsdorf

Stanislav Barabáš (* 4. Februar 1924 in Kalinka, Tschechoslowakei; † 1. August 1994 in Hamburg) war ein slowakischer Filmregisseur und Drehbuchautor, der sowohl in der Tschechoslowakei als auch in der Bundesrepublik Deutschland arbeitete (und dort ohne diakritische Zeichen in den Vor- und Nachspännen ‚Stanislav Barabas‘ genannt wurde).

## Leben
Barabas wuchs als Sohn eines Dorflehrers in Zvolenská Slatina auf, wo er zwischen 1931 und 1936 die Grundschule besuchte. Er war früh künstlerisch interessiert, aber sein Vater war gegen einen künstlerischen Beruf, den er als Clownerie verstand. Von 1936 bis 1943 besuchte er das Gymnasium in Zvolen und ging dann nach Bratislava. Er studierte zwischen 1943 und 1946 fünf Semester an der Juristischen Fakultät, führte sein Studium aber nicht zu Ende, sondern ging nach Prag, wo er ein Regiestudium begann und bald als einer der begabtesten Studenten galt. 1950 wurde er zum Studium für Dokumentarfilme zugelassen. Zwischen 1951 und 1953 war er im Militärdienst und drehte dort verschiedene Dokumentationen. 
Nach seinem Militärdienst war er für zwei Jahre künstlerischer Leiter im Prager Atelier für Dokumentarfilme. 1961 drehte er seinen ersten Spielfilm. Im Zuge des Prager Frühlings im Jahr 1968 emigrierte er nach Wien und verbrachte danach zwei Monate in Kanada, wo er auch kurz am kanadischen Filminstitut arbeitete. Ab 1969 lebte er in Deutschland, zunächst in München, dann in Baden-Baden und Hamburg. 
In Deutschland drehte Barabas Vorabendserien wie Onkel Bräsig (1978) oder Matt in 13 Zügen (1984), aber auch vier Beiträge für den Tatort.
Nach dem Fall des Eisernen Vorhangs war eine Rückkehr in die Slowakei geplant, wo er auch wieder einen Film drehen sollte, aber er verstarb zuvor. Stanislav Barabáš wurde auf dem Friedhof Ohlsdorf beigesetzt. Die Grabstätte befindet sich im Planquadrat AE 32 östlich von Kapelle 6.

## Filmographie

### Tschechoslowakei
- 1957: Štyridsaťštyri (Regieassistent)
- 1958: Posledný návrat (Regieassistent)
- 1959: Kapitán Dabač (Regieassistent)
- 1961: Pieseň o sivom holubovi
- 1963: Trio Angelos
- 1965: Zvony pre bosých
- 1966: Tango pre medveďa

und außerdem zahlreiche Kurzfilme sowie Fernsehfilme.

### Deutschland
- 1969: Der ewige Gatte (TV-Film)
- 1970: Jonas oder Der Künstler bei der Arbeit (TV-Film)
- 1971: Einfach sterben ... (TV-Film)
- 1972: Die Erbschaft (TV-Film)
- 1973: Inferno (TV-Film)
- 1973: Das blaue Hotel (TV-Film)
- 1974: Der Schwierige (TV-Film)
- 1975: Comenius (TV-Film)
- 1975: Martin Held liest François Villon. Balladen aus Das große Testament (1975)
- 1976: Ein Klotz am Bein (TV-Film)
- 1978: Onkel Bräsig (TV-Serie, 7 Folgen)
- 1979: Tödlicher Ausgang (TV-Film)
- 1981: Die Fahrt nach Schlangenbad (TV-Film)
- 1982: Ich werde warten (TV-Film)
- 1982: Tatort – Blaßlila Briefe
- 1984: Die Friedenmacher (TV-Film)
- 1984: Matt in dreizehn Zügen (TV-Serie, 13 Folgen)
- 1985: Die Komplizen (TV-Film)
- 1985: Sonntag (TV-Film)
- 1988: Tatort – Spuk aus der Eiszeit
- 1988: Finsternis bedeckt die Erde (Torquemada, TV-Film)
- 1989: Tatort – Armer Nanosh
- 1991: Tatort – Tini